# Góra Kopernika
Góra Kopernika (norw. Kopernikusfjellet) – góra na Spitsbergenie, o wysokości 1035 m n.p.m., pomiędzy lodowcami Zawadzkiego, Polaków i Amundsena. Nazwana na cześć Mikołaja Kopernika.